# Acaena torilicarpa
Acaena torilicarpa är en rosväxtart som beskrevs av Friedrich August Georg Bitter. Acaena torilicarpa ingår i släktet taggpimpineller, och familjen rosväxter.

## Underarter
Arten delas in i följande underarter:
- A. t. brevidentata
- A. t. gracilis
- A. t. robusta